# Campeonato Mundial de Handebol Feminino de 1982
O Campeonato Mundial de Handebol Feminino de 1982 foi a 8ª edição do Campeonato Mundial de Handebol Feminino. Foi disputado na Hungria de 2 a 12 de dezembro de 1982, organizado pela Federação Internacional de Handebol (IHF) e pela Federação Húngara de Handebol.

## Qualificação
Sede
- Hungria

Qualificada dos Jogos Olímpicos de Verão de 1980
- Alemanha Oriental
- União Soviética
- Iugoslávia

Qualificada da África
- Congo

Qualificada da Ásia
- Coreia do Sul

Qualificada das Américas
- Estados Unidos

Qualificada da Repescagem Europeia
- Bulgária
- Checoslováquia
- Noruega
- Romênia
- Alemanha Ocidental

## Fase Preliminar
|  | Qualificadas para a Fase Final |
|  | Disputa de 7° ao 12° lugares   |

### Grupo A
| Pos | Equipe            | Pts | J | V | E | D | GP | GC | SG  |
| --- | ----------------- | --- | - | - | - | - | -- | -- | --- |
| 1   | Hungria           | 5   | 3 | 2 | 1 | 0 | 63 | 39 | +24 |
| 2   | Alemanha Oriental | 5   | 3 | 2 | 1 | 0 | 57 | 37 | +20 |
| 3   | Noruega           | 2   | 3 | 1 | 0 | 2 | 57 | 53 | +4  |
| 4   | Estados Unidos    | 0   | 3 | 0 | 0 | 3 | 23 | 71 | −48 |

| 02 Dezembro 1982 | Hungria | 22–4 | Estados Unidos | Budapeste |
| 02 Dezembro 1982 | (15–1)  |      |                | Budapeste |
| 02 Dezembro 1982 |         |      |                | Budapeste |

| 02 Dezembro 1982 | Alemanha Oriental | 16–14 | Noruega | Budapeste |
| 02 Dezembro 1982 | (8–6)             |       |         | Budapeste |
| 02 Dezembro 1982 |                   |       |         | Budapeste |

| 03 Dezembro 1982 | Hungria | 24–18 | Noruega | Budapeste |
| 03 Dezembro 1982 | (15–9)  |       |         | Budapeste |
| 03 Dezembro 1982 |         |       |         | Budapeste |

| 03 Dezembro 1982 | Alemanha Oriental | 24–6 | Estados Unidos | Budapeste |
| 03 Dezembro 1982 | (10–4)            |      |                | Budapeste |
| 03 Dezembro 1982 |                   |      |                | Budapeste |

| 05 Dezembro 1982 | Alemanha Oriental | 17–17 | Hungria | Budapeste |
| 05 Dezembro 1982 | (8–7)             |       |         | Budapeste |
| 05 Dezembro 1982 |                   |       |         | Budapeste |

| 05 Dezembro 1982 | Noruega | 25–13 | Estados Unidos | Budapeste |
| 05 Dezembro 1982 | (11–5)  |       |                | Budapeste |
| 05 Dezembro 1982 |         |       |                | Budapeste |

### Grupo B
| Pos | Equipe          | Pts | J | V | E | D | GP | GC | SG  |
| --- | --------------- | --- | - | - | - | - | -- | -- | --- |
| 1   | União Soviética | 6   | 3 | 3 | 0 | 0 | 65 | 49 | +16 |
| 2   | Coreia do Sul   | 3   | 3 | 1 | 1 | 1 | 69 | 68 | +1  |
| 3   | Romênia         | 3   | 3 | 1 | 1 | 1 | 56 | 59 | −3  |
| 4   | Bulgária        | 0   | 3 | 0 | 0 | 3 | 52 | 66 | −14 |

| 02 Dezembro 1982 | Romênia | 22–22 | Coreia do Sul | Miskoltz |
| 02 Dezembro 1982 | (11–10) |       |               | Miskoltz |
| 02 Dezembro 1982 |         |       |               | Miskoltz |

| 02 Dezembro 1982 | União Soviética | 22–12 | Bulgária | Miskoltz |
| 02 Dezembro 1982 | (13–5)          |       |          | Miskoltz |
| 02 Dezembro 1982 |                 |       |          | Miskoltz |

| 03 Dezembro 1982 | União Soviética | 23–21 | Coreia do Sul | Debrecen |
| 03 Dezembro 1982 | (10–10)         |       |               | Debrecen |
| 03 Dezembro 1982 |                 |       |               | Debrecen |

| 03 Dezembro 1982 | Romênia | 18–17 | Bulgária | Debrecen |
| 03 Dezembro 1982 | (6–9)   |       |          | Debrecen |
| 03 Dezembro 1982 |         |       |          | Debrecen |

| 05 Dezembro 1982 | União Soviética | 20–16 | Romênia | Miskoltz |
| 05 Dezembro 1982 | (10–5)          |       |         | Miskoltz |
| 05 Dezembro 1982 |                 |       |         | Miskoltz |

| 05 Dezembro 1982 | Bulgária | 23–26 | Coreia do Sul | Miskoltz |
| 05 Dezembro 1982 | (11–14)  |       |               | Miskoltz |
| 05 Dezembro 1982 |          |       |               | Miskoltz |

### Grupo C
| Pos | Equipe             | Pts | J | V | E | D | GP | GC | SG  |
| --- | ------------------ | --- | - | - | - | - | -- | -- | --- |
| 1   | Iugoslávia         | 6   | 3 | 3 | 0 | 0 | 80 | 43 | +37 |
| 2   | Checoslováquia     | 4   | 3 | 2 | 0 | 1 | 64 | 52 | +12 |
| 3   | Alemanha Ocidental | 2   | 3 | 1 | 0 | 2 | 65 | 49 | +16 |
| 4   | Congo              | 0   | 3 | 0 | 0 | 3 | 34 | 99 | −65 |

| 02 Dezembro 1982 | Checoslováquia | 30–13 | Congo | Miskoltz |
| 02 Dezembro 1982 | (11–5)         |       |       | Miskoltz |
| 02 Dezembro 1982 |                |       |       | Miskoltz |

| 02 Dezembro 1982 | Iugoslávia | 21–16 | Alemanha Ocidental | Miskoltz |
| 02 Dezembro 1982 | (12–8)     |       |                    | Miskoltz |
| 02 Dezembro 1982 |            |       |                    | Miskoltz |

| 03 Dezembro 1982 | Iugoslávia | 37–11 | Congo | Pécs |
| 03 Dezembro 1982 | (17–4)     |       |       | Pécs |
| 03 Dezembro 1982 |            |       |       | Pécs |

| 03 Dezembro 1982 | Checoslováquia | 18–17 | Alemanha Ocidental | Pécs |
| 03 Dezembro 1982 | (10–10)        |       |                    | Pécs |
| 03 Dezembro 1982 |                |       |                    | Pécs |

| 05 Dezembro 1982 | Alemanha Ocidental | 32–10 | Congo | Miskoltz |
| 05 Dezembro 1982 | (13–4)             |       |       | Miskoltz |
| 05 Dezembro 1982 |                    |       |       | Miskoltz |

| 05 Dezembro 1982 | Iugoslávia | 22–16 | Checoslováquia | Miskoltz |
| 05 Dezembro 1982 | (11–7)     |       |                | Miskoltz |
| 05 Dezembro 1982 |            |       |                | Miskoltz |

## Disputa de 7° ao 12° lugares
| Pos | Equipe             | Pts | J | V | E | D | GP  | GC  | SG  |
| --- | ------------------ | --- | - | - | - | - | --- | --- | --- |
| 1   | Noruega            | 9   | 5 | 4 | 1 | 0 | 109 | 77  | +32 |
| 2   | Romênia            | 8   | 5 | 3 | 2 | 0 | 122 | 80  | +42 |
| 3   | Alemanha Ocidental | 7   | 5 | 3 | 1 | 1 | 110 | 75  | +35 |
| 4   | Bulgária           | 4   | 5 | 2 | 0 | 3 | 101 | 93  | +8  |
| 5   | Estados Unidos     | 2   | 5 | 1 | 0 | 4 | 76  | 122 | −46 |
| 6   | Congo              | 0   | 5 | 0 | 0 | 5 | 74  | 145 | −71 |

| 07 Dezembro 1982 | Romênia | 35–15 | Estados Unidos | Hungria |
| 07 Dezembro 1982 | (18–9)  |       |                | Hungria |
| 07 Dezembro 1982 |         |       |                | Hungria |

| 07 Dezembro 1982 | Noruega | 28–14 | Congo | Hungria |
| 07 Dezembro 1982 | (13–7)  |       |       | Hungria |
| 07 Dezembro 1982 |         |       |       | Hungria |

| 07 Dezembro 1982 | Alemanha Ocidental | 18–15 | Bulgária | Hungria |
| 07 Dezembro 1982 | (9–8)              |       |          | Hungria |
| 07 Dezembro 1982 |                    |       |          | Hungria |

| 08 Dezembro 1982 | Noruega | 22–19 | Bulgária | Hungria |
| 08 Dezembro 1982 | (10–7)  |       |          | Hungria |
| 08 Dezembro 1982 |         |       |          | Hungria |

| 08 Dezembro 1982 | Estados Unidos | 19–16 | Congo | Hungria |
| 08 Dezembro 1982 | (9–7)          |       |       | Hungria |
| 08 Dezembro 1982 |                |       |       | Hungria |

| 08 Dezembro 1982 | Romênia | 18–18 | Alemanha Ocidental | Hungria |
| 08 Dezembro 1982 | (9–7)   |       |                    | Hungria |
| 08 Dezembro 1982 |         |       |                    | Hungria |

| 10 Dezembro 1982 | Bulgária | 19–15 | Estados Unidos | Hungria |
| 10 Dezembro 1982 | (12–7)   |       |                | Hungria |
| 10 Dezembro 1982 |          |       |                | Hungria |

| 10 Dezembro 1982 | Romênia | 35–14 | Congo | Hungria |
| 10 Dezembro 1982 | (16–7)  |       |       | Hungria |
| 10 Dezembro 1982 |         |       |       | Hungria |

| 10 Dezembro 1982 | Noruega | 18–15 | Alemanha Ocidental | Hungria |
| 10 Dezembro 1982 | (10–6)  |       |                    | Hungria |
| 10 Dezembro 1982 |         |       |                    | Hungria |

| 12 Dezembro 1982 | Noruega | 16–16 | Romênia | Hungria |
| 12 Dezembro 1982 | (8–8)   |       |         | Hungria |
| 12 Dezembro 1982 |         |       |         | Hungria |

| 12 Dezembro 1982 | Bulgária | 31–20 | Congo | Hungria |
| 12 Dezembro 1982 | (13–9)   |       |       | Hungria |
| 12 Dezembro 1982 |          |       |       | Hungria |

| 12 Dezembro 1982 | Alemanha Ocidental | 27–14 | Estados Unidos | Hungria |
| 12 Dezembro 1982 | (14–8)             |       |                | Hungria |
| 12 Dezembro 1982 |                    |       |                | Hungria |

## Fase Final
|  | Campeão  |
|  | 2° lugar |
|  | 3° lugar |

| Pos | Equipe            | Pts | J | V | E | D | GP  | GC  | SG  |
| --- | ----------------- | --- | - | - | - | - | --- | --- | --- |
| 1   | União Soviética   | 8   | 5 | 4 | 0 | 1 | 86  | 81  | +5  |
| 2   | Hungria           | 7   | 5 | 3 | 1 | 1 | 99  | 89  | +10 |
| 3   | Iugoslávia        | 7   | 5 | 3 | 1 | 1 | 102 | 95  | +7  |
| 4   | Alemanha Oriental | 6   | 5 | 2 | 2 | 1 | 99  | 89  | +10 |
| 5   | Checoslováquia    | 2   | 5 | 1 | 0 | 4 | 83  | 98  | −15 |
| 6   | Coreia do Sul     | 0   | 5 | 0 | 0 | 5 | 112 | 129 | −17 |

| 07 Dezembro 1982 | União Soviética | 15–14 | Alemanha Oriental | Budapeste |
| 07 Dezembro 1982 | (6–8)           |       |                   | Budapeste |
| 07 Dezembro 1982 |                 |       |                   | Budapeste |

| 07 Dezembro 1982 | Iugoslávia | 27–25 | Coreia do Sul | Budapeste |
| 07 Dezembro 1982 | (16–14)    |       |               | Budapeste |
| 07 Dezembro 1982 |            |       |               | Budapeste |

| 07 Dezembro 1982 | Hungria | 20–17 | Checoslováquia | Budapeste |
| 07 Dezembro 1982 | (11–7)  |       |                | Budapeste |
| 07 Dezembro 1982 |         |       |                | Budapeste |

| 08 Dezembro 1982 | Alemanha Oriental | 23–18 | Checoslováquia | Budapeste |
| 08 Dezembro 1982 | (14–7)            |       |                | Budapeste |
| 08 Dezembro 1982 |                   |       |                | Budapeste |

| 08 Dezembro 1982 | União Soviética | 21–19 | Iugoslávia | Budapeste |
| 08 Dezembro 1982 | (10–8)          |       |            | Budapeste |
| 08 Dezembro 1982 |                 |       |            | Budapeste |

| 08 Dezembro 1982 | Hungria | 31–25 | Coreia do Sul | Budapeste |
| 08 Dezembro 1982 | (18–12) |       |               | Budapeste |
| 08 Dezembro 1982 |         |       |               | Budapeste |

| 10 Dezembro 1982 | Alemanha Oriental | 28–22 | Coreia do Sul | Budapeste |
| 10 Dezembro 1982 | (14–12)           |       |               | Budapeste |
| 10 Dezembro 1982 |                   |       |               | Budapeste |

| 10 Dezembro 1982 | União Soviética | 14–12 | Checoslováquia | Budapeste |
| 10 Dezembro 1982 | (9–6)           |       |                | Budapeste |
| 10 Dezembro 1982 |                 |       |                | Budapeste |

| 10 Dezembro 1982 | Iugoslávia | 17–16 | Hungria | Budapeste |
| 10 Dezembro 1982 | (10–9)     |       |         | Budapeste |
| 10 Dezembro 1982 |            |       |         | Budapeste |

| 12 Dezembro 1982 | Checoslováquia | 20–19 | Coreia do Sul | Budapeste |
| 12 Dezembro 1982 | (13–8)         |       |               | Budapeste |
| 12 Dezembro 1982 |                |       |               | Budapeste |

| 12 Dezembro 1982 | Iugoslávia | 17–17 | Alemanha Oriental | Budapeste |
| 12 Dezembro 1982 | (9–5)      |       |                   | Budapeste |
| 12 Dezembro 1982 |            |       |                   | Budapeste |

| 12 Dezembro 1982 | Hungria | 15–13 | União Soviética | Budapeste |
| 12 Dezembro 1982 | (6–6)   |       |                 | Budapeste |
| 12 Dezembro 1982 |         |       |                 | Budapeste |

## Classificação Final
| Rank | Seleções           |
| ---- | ------------------ |
|      | União Soviética    |
|      | Hungria            |
|      | Iugoslávia         |
| 4    | Alemanha Oriental  |
| 5    | Checoslováquia     |
| 6    | Coreia do Sul      |
| 7    | Noruega            |
| 8    | Romênia            |
| 9    | Alemanha Ocidental |
| 10   | Bulgária           |
| 11   | Estados Unidos     |
| 12   | Congo              |

|  | Classificadas para os Jogos Olímpicos de Verão de 1984 |

| Campeãs Mundiais Femininas de Handebol 1982 União Soviética Primeiro Título Elenco: Natalja Mitrjuk, Nina Gezko, Irina Paltschikowa, Anelja Sagitowa, Marina Basanowa, Olga Subarewa, Olga Dedussenko, Natalja Guskowa, Tatjana Schalimowa, Larissa Karlowa, Sinaida Turtschina, Sigita Stretschen, Julia Safina, Ljubow Odinokowa, Olga Kolomiez, Natalja Zygankowa. Treinador: Igor Turtschin |

## Ligações Externas
- International Handball Federation.info (em inglês)